# Themistoclesia horquetensis
Themistoclesia horquetensis är en ljungväxtart som beskrevs av J.L. Luteyn och R.L. Wilbur. Themistoclesia horquetensis ingår i släktet Themistoclesia och familjen ljungväxter. Inga underarter finns listade i Catalogue of Life.